# Diamantina (planta)
Diamantina (planta) é um género botânico pertencente à família Podostemaceae...